# Pampasatyrus plana
Pampasatyrus plana är en fjärilsart som beskrevs av Gustav Weymer 1911. Pampasatyrus plana ingår i släktet Pampasatyrus och familjen praktfjärilar. Inga underarter finns listade i Catalogue of Life.